# Ubiretama
Ubiretama is een gemeente in de Braziliaanse deelstaat Rio Grande do Sul. De gemeente telt 2.451 inwoners (schatting 2009).